# 艾爾亞奈省
阿里亚纳省（阿拉伯语： Wilāyat Aryānah 發音：[ærˈjæːnæ]）是突尼西亞東北部的一個省，臨突尼斯灣。面積482平方公里，2004年人口422,246人。首府艾爾亞內。 下分七縣。